# World Literature Today
World Literature Today este o revistă americană de cultură și literatură internațională, publicată o dată la două luni de Universitatea din Oklahoma. Revista publică eseuri, poezie, opere de ficțiune și recenzii ale unor cărți apărute în întreaga lume într-un format accesibil unui public larg. Misiunea sa este să fie o publicație de referință în ceea ce privește literatura internațională contemporană. Revista a fost fondată în 1972 de Roy Temple House, directorul Departamentului de Limbi Moderne al Universității din Oklahoma, cu numele Books Abroad, și în ianuarie 1977 a primit numele său actual, World Literature Today.

## Istoric
Istoria revistei World Literature Today este o poveste a oamenilor de litere, profund angajați în promovarea cauzei literaturii, artei și culturii. Apariția unei reviste de renume internațional într-un mic campus universitar din centrul Americii este un fenomen conceput ca o extensie naturală a întâlnirilor intelectuale ale cercetătorilor, studenților și publicului cititor în cadrul unui mare institut de cercetare academică. Czesław Miłosz, laureat al Premiului Nobel pentru literatură în 1980 și câștigător al premiului Neustadt în 1978, a afirmat într-o anumită ocazie: „Dacă WLT nu ar exista, ar trebui să o inventăm. Ea îndeplinește rolul de a colecta informații despre operele literare puțin cunoscute sau inaccesibile în țările vorbitoare de limba engleză.”
Revista publică diverse articole și recenzii de carte, în timp ce birourile sale funcționează ca un centru de științe umaniste pentru o varietate de activități culturale, întrucât personalul revistei organizează conferințe și simpozioane (de exemplu Conferința Puterbaugh despre Literatura Internațională), conferă premii literare (precum Premiul Internațional Neustadt pentru literatură și Premiul Neustadt NSK pentru literatură pentru copii) și încurajează activitatea specialiștilor, cercetătorilor, studenților și cititorilor de literatură mondială de pretutindeni. Dedicată prezentării și discutării literaturii contemporane scrise în diferite limbi străine, WLT este singura revistă internațională axată pe acoperirea informativă și cuprinzătoare a evoluțiilor survenite în literaturile contemporane din întreaga lume. WLT reprezintă frecvent singura sursă de informații disponibilă oriunde cu privire la tradițiile literare mai puțin cunoscute și adesea trecute cu vederea din secolele al XX-lea și al XXI-lea.

## Conferințe și premii sponsorizate
WLT sponsorizează acordarea o dată la doi ani a Premiului Internațional Neustadt pentru literatură și a Premiului Neustadt NSK pentru literatură pentru copii și organizarea anuală a Conferinței Puterbaugh despre Literatura Internațională.

## Legături externe
- Site-ul oficial al revistei World Literature Today